# Grafschaft, Ahrweiler
Grafschaft là một đô thị thuộc huyện Ahrweiler, trong bang Rheinland-Pfalz, phía tây nước Đức. Đô thị Grafschaft, Ahrweiler có diện tích 57,55 km², dân số thời điểm ngày 31 tháng 12 năm 2006 là 11.050 người. Grafschaft có cự ly khoảng 20 km về phía nam Bonn.
Có 17 làng thuộc Grafschaft:
- Alteheck
- Beller
- Bengen
- Birresdorf
- Bölingen
- Eckendorf
- Esch
- Gelsdorf
- Holzweiler
- Karweiler
- Lantershofen
- Leimersdorf
- Niederich
- Nierendorf
- Oeverich
- Ringen
- Vettelhoven